# Lugo-di-Nazza
Lugo-di-Nazza (en cors U Lugu di Nazza) és un municipi francès, situat a la regió de Còrsega, al departament d'Alta Còrsega. L'any 1999 tenia 103 habitants.

## Demografia
| 1962 | 1968 | 1975 | 1982 | 1990 | 1999 |
| ---- | ---- | ---- | ---- | ---- | ---- |
| 94   | 105  | 90   | 100  | 105  | 103  |

## Administració
| Període | Identitat          | Partit | Qualitat |  |
| ------- | ------------------ | ------ | -------- |  |
| 2008-   | François Benedetti |        |          |  |